# Linsey Godfrey
Linsey Godfrey (nascida em 25 de julho de 1988) é uma atriz norte-americana, mais conhecida por seu papel na série de televisão, Surface, bem como no telefilme Jack's Family Adventure. Atualmente, ela estrela como Caroline Spencer Forrester em The Bold and the Beautiful.
Godfrey nasceu no dia 25 de julho de 1988 e cresceu em Stuart, Flórida, onde ela morava com sua mãe, Char Griggs, e o padrasto, Ronnie Griggs. Eles se mudaram para Los Angeles, quando ela era jovem.
Em 5 de dezembro de 2013, deu à luz o seu primeiro filho com o seu companheiro Robert Adamson.
Ela foi ferida em um acidente automobilístico em 2 de fevereiro de 2015, após ser atingida por um carro em movimento enquanto caminhava na calçada em Los Angeles. Teve duas pernas quebradas.

## Prêmios e indicações
| Ano  | Prêmio              | Categoria                                  | Título                     | Resultado | Ref.  |
| ---- | ------------------- | ------------------------------------------ | -------------------------- | --------- | ----- |
| 2014 | Prêmio Daytime Emmy | Melhor atriz jovem em série de drama       | The Bold and the Beautiful | Indicada  | [ 2 ] |
| 2015 | Prêmio Daytime Emmy | Melhor atriz coadjuvante em série de drama | The Bold and the Beautiful | indicada  | [ 3 ] |
| 2016 | Prêmio Daytime Emmy | Melhor atriz coadjuvante em série de drama | The Bold and the Beautiful | Pendente  | [ 4 ] |